# 平方根の日
平方根の日（へいほうこんのひ）は非公式の休日の一つ。日付の日と月がその年の下2桁の平方根と等しい日である。例えば、前回の平方根の日は、2016年4月4日(アメリカ式の表示だと16/4/4)であり、次回の平方根の日は2025年5月5日(同様に5/5/25)である。21世紀の中で最後の平方根の日は2081年9月9日である。平方根の日は、1世紀に9回ある。
カリフォルニア州のレッドウッド市の高校教師であるロンゴードンが初めて1981年9月9日を平方根の日とした。ゴードンは祝日の広報を続け、世界のメディアに対して発表をおこなっている。また、ゴードンの娘は人々が祝日を祝いあうフェイスブックグループを立ち上げた。
祝日を祝う方法の一つに、正方形の断面に切ったニンジンや他の根菜を食べることが提案されている（正方形つまり”平方”の“根”という意味）。

## 平方根の日の一覧
平方根の日は毎世紀に以下の日付に現れる。

- XX01年1月1日
- XX04年2月2日
- XX09年3月3日
- XX16年4月4日
- XX25年5月5日
- XX36年6月6日
- XX49年7月7日
- XX64年8月8日
- XX81年9月9日

### 平方根の日の分布
1世紀の間の平方根の日が現れる年の間隔は連続した奇数となっている。これは全ての奇数が隣りあう平方数の差となることを示している。